# Encyrtus marilandicus
Encyrtus marilandicus är en stekelart som först beskrevs av Girault 1917.  Encyrtus marilandicus ingår i släktet Encyrtus och familjen sköldlussteklar. Inga underarter finns listade i Catalogue of Life.